# Аргус (издателство)
Вижте пояснителната страница за други значения на Аргус.
Издателство „Аргус“ е наследник на първото българско издателство за фантастика „Аргус“, основано през 1922 г. Издателството е съмишленик на българските писатели фантасти и като радетел на родния фендъм провежда ежегодни конкурси за фантастиката, издава сборници като „Ваяния“, „Знойни хоризонти“ и др. Учредява програма за насърчаване и развитие на съвременната българска литература.

## История
Учредено е от Александър Карапанчев, Светослав Николов и Димитър Ленгечев на 9 декември 1992 г. (По-точната дума може би всъщност е „възстановено“ - издателството е наследник е на първото българско издателство за фантастика „Аргус“, основано през 1922 г. от Светослав Минков и просъществувало само една година.) По-късно към издателите се присъединява Емануел Икономов.

## Награди
- 1994 г. - Номинация за награда „Еврокон“.
- 1996 г. - Награда „Гравитон“.

## Дейност
Издава поредиците „Фантастика“ (преводна фантастика), „Нова българска фантастика“ (произведения от български автори), поредица „100% крими“ и няколко отделни книги (Людмил Станев, Пламен Панев, „Светът на Пел“ от К. Дж. Чери). От 2006 г. е стартирана нова поредица с фантастика „Незабравимо“, чиято първа книга е сборникът „Незабравимо“, представящ Светослав Славчев (в подготовка е втори сборник с творби на Любен Дилов). Към момента е най-активно издаващото българска фантастика издателство.
Организира конкурса „Фантастика през 100 очи“ за най-добри български фантастични творби (роман и разказ).